# Llengües sami

Mapa de les llengües sami

Les llengües sami (també escrit sámi o saami) o llengües lapones són un grup de llengües finoúgriques parlades pel poble sami de Lapònia. Depèn del sistema de classificació, però en general es considera que el grup té aproximadament una desena de llengües de les quals només unes quantes tenen forma escrita pròpia (ortografia).
Les fronteres lingüístiques no es corresponen a les fronteres nacionals de manera que moltes d'aquestes llengües es parlen a més d'un país. De forma general, podríem dir que les llengües sami es parlen a Lapònia. Com a part de la família finoúgrica, les llengües sami estan relacionades amb el finès, l'estonià, i de manera distant amb l'hongarès. Curiosament no ho estan amb el noruec ni amb la família de llengües escandinaves, però a causa del contacte prolongat amb els escandinaus, hi ha un gran nombre de paraules germàniques al sami. La majoria dels samis ara parlen les llengües majoritàries dels països en els quals viuen (suec, rus, finès o noruec), i es fan esforços per promoure l'ús de llengua sami entre ells.

## Divisió
Les llengües sami es divideixen en dos grups: occidental i oriental. Cadascun d'aquests grups es pot anar dividint en subgrups fins a arribar a les llengües individuals i els seus dialectes. De fet, en la majoria de casos hi ha un continu dialectal i els idiomes veïns tenen un alt grau d'intel·ligibilitat mútua. L'excepció més notable és la marcada frontera lingüística entre el sami septentrional, el sami d'Inari i el sami skolt, que també comporta la separació dels grups oriental i occidental. Els parlants de cadascuna d'aquestes llengües no poden entendre les altres dues sense passar per un procés d'aprenentatge, malgrat la proximitat i l'absència de barreres geogràfiques. Se suposa, per tant, que en el passat aquests grups no tenien gaire contacte.
Grup occidental

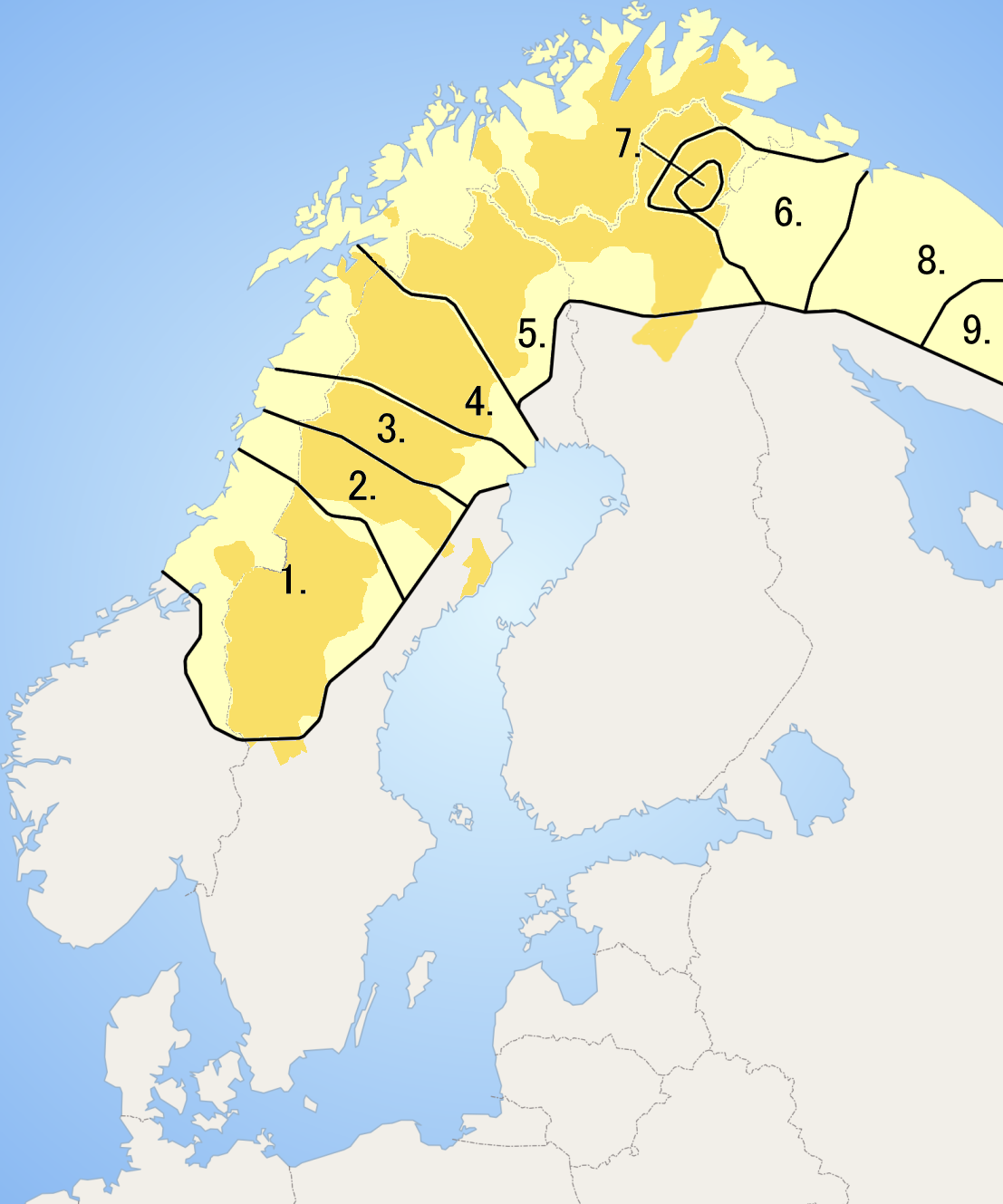
En groc fosc els municipis que tenen reconeguda com a oficial alguna llengua sami. En groc clar el seu territori tradicional.

1. Sami meridional (åarjelsaemien gïele): 600 parlants.
  - dialecte d'Åsele
  - dialecte de Jämtland
2. Sami d'Ume (ubmejesámiengiälla): 20 parlants.
3. Sami de Pite (bidumsámegiella): 20 parlants.
4. Sami de Lule (julevsámegiella): 1.500 parlants.
5. Sami septentrional (davvisámegiella): 20.000 parlants.
  - dialecte del Torne
  - dialecte de Finnmark
  - dialecte del mar
  - dialecte de Sjavü

Grup oriental
6. Sami skolt (sääʹmǩiõll): 420 parlants.
7. Sami d'Inari (anarâškielâ): 400 parlants.
8. Sami kildin (Кӣллт са̄мь кӣлл, Kiillt saam' kiill): 340 parlants.
9. Sami de Ter (са̄мькӣлл, saa´mekiil): 2 parlants.

també pertanyien al grup oriental les llengües extintes:
- Sami d'Akkala
- Sami de Kemi
- Sami de Kainuu

(totes les xifres de parlants són aproximades)

## Llengües escrites
Dels nou idiomes sami vius que queden, vuit tenen una llengua literària pròpia. El codi ISO 639-2 per a totes les llengües sami que no en tenen un de propi és "smi".
- El sami septentrional (Noruega, Suècia i Finlàndia) és l'idioma més important, amb més del 75% de tots els parlants sami i els textos més antics (de 1638). ISO 639-1/ISO 639-2: se/sme
- El sami de Lule (Noruega i Suècia) és el segon més gran. ISO 639-2: smj
- El sami d'Ume (Noruega i Suècia). ISO 639-2: smu
- El sami de Pite (Suècia). ISO 639-3: sje
- El sami meridional (Noruega i Suècia). ISO 639-2: sma
- El sami d'Inari (Inari, Finlàndia). codi SIL: LPI, ISO 639-2: smn
- El sami skolt (Rússia i Sevettijärvi a Inari, Finlàndia). codi SIL: LPK, ISO 639-2: sms
- El sami kildin (península de Kola, Rússia). codi SIL: LPD, ISO 639-3: sjd

La resta d'idiomes sami estan en fase d'extinció. El sami de Pite té un diccionari i una ortografia en fase d'elaboració, i una gramàtica descriptiva ja publicada. El sami d'Ume té una menys d'una vintena de parlants i el sami de Ter menys d'una desena. El darrer parlant del sami d'Akkala va morir el 2003, el sami de Kemi es va extingir durant el segle xix, i el sami de Kainuu ho va fer durant el segle xviii.

## Ortografies
La majoria de llengües sami usen una variant de l'alfabet llatí suplementat amb les següents lletres addicionals:
| Sami septentrional:        | Áá Čč Đđ Ŋŋ Šš Ŧŧ Žž                                         |
| Sami d'Inari:              | Áá Ââ Ää Čč Đđ Ŋŋ Šš Žž                                      |
| Sami skolt :               | Ââ Čč Ʒʒ Ǯǯ Đđ Ǧǧ Ǥǥ Ǩǩ Ŋŋ Õõ Šš Žž Åå Ää (i el signe tou ʹ) |
| Sami de Lule (Suècia):     | Áá Åå Ŋŋ Ää                                                  |
| Sami de Lule (Noruega):    | Áá Åå Ŋŋ Ææ                                                  |
| Sami meridional (Suècia):  | Ïï Ää Öö Åå                                                  |
| Sami meridional (Noruega): | Ïï Ææ Øø Åå                                                  |
| Sami d'Ume:                | Áá Đđ Ïï Ŋŋ Ŧŧ Üü Åå Ää Öö                                   |
| Sami de Sjavü:             | Áá Åå Ää Čč Đđ Ïï Ŋŋ Öö Šš Ŧŧ Üü Žž                          |
Les diferències entre Suècia i Noruega es deuen a la imitació dels estàndards ortogràfics de l'alfabet suec i el noruec per a denotar Ä/Æ i Ö/Ø, però no indiquen cap diferència de pronúncia.
El sami kildin usa una versió de l'alfabet ciríl·lic amb moltes lletres suplementàries. L'alfabet complet és el següent:
- Аа А̄а̄ Ӓӓ Бб Вв Гг Дд Ее Е̄е̄ Ёё Ё̄ё̄ Жж Зз Һһ/ʼ Ии Ӣӣ Йй Јј/Ҋҋ Кк Лл Ӆӆ Мм Ӎӎ Нн Ӊӊ Ӈӈ Оо О̄о̄ Пп Рр Ҏҏ Сс Тт Уу Ӯӯ Фф Хх Цц Чч Шш (Щщ) Ьъ Ыы Ьь Ҍҍ Ээ Э̄э̄ Ӭӭ Юю Ю̄ю̄ Яя Я̄я̄

## Oficialitat

### Noruega

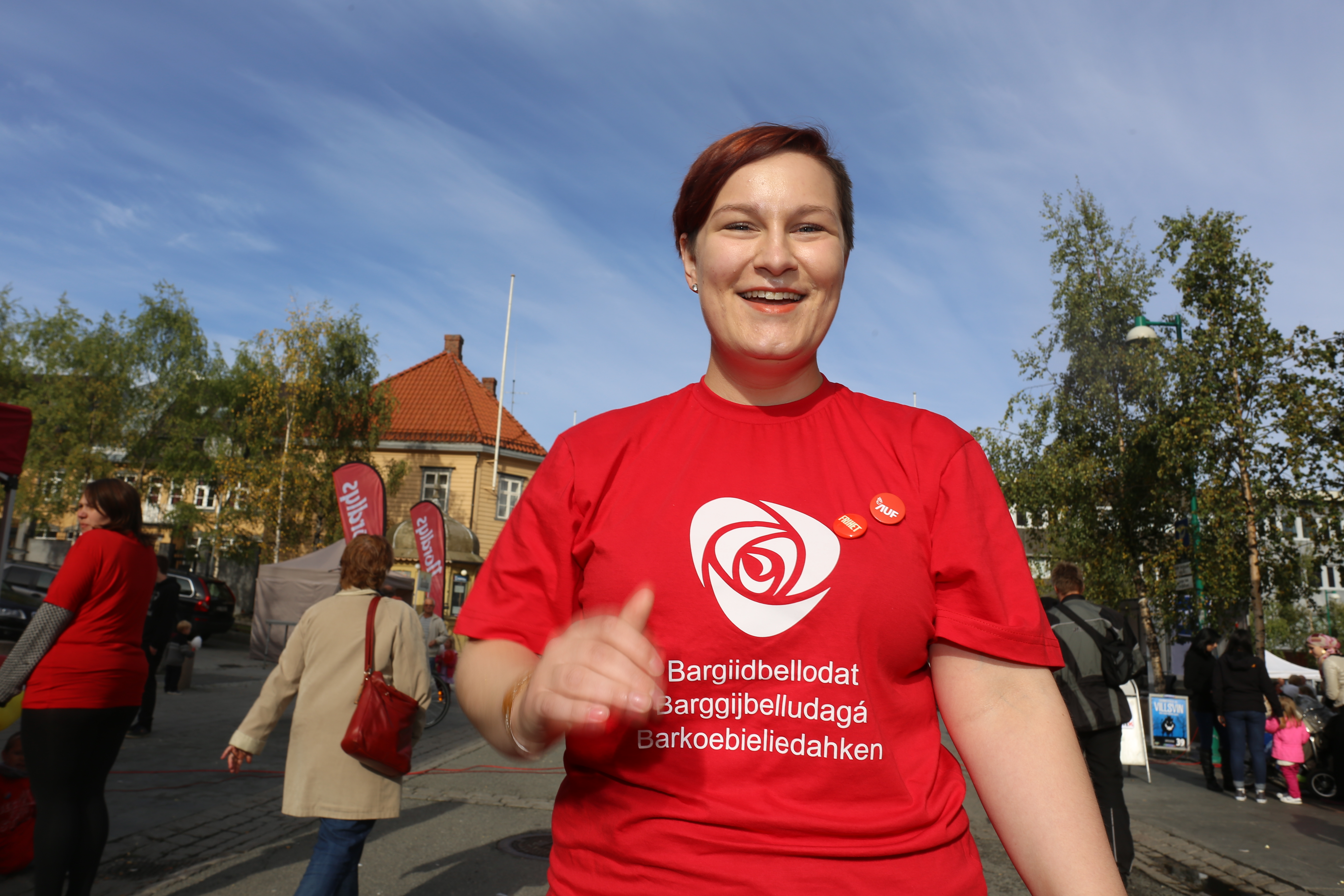
Samarreta del Partit Laborista en sami septentrional, de Lule, i meridional

Des de 1988, l'article 110a de la Constitució de Noruega diu: «És responsabilitat de les autoritats de l'Estat crear les condicions perquè el poble Sami pugui preservar i desenvolupar el seu idioma, la seva cultura i la seva forma de vida». Amb l'aprovació de la llei del Sami a principis dels anys 1990, es va delimitar l'àrea administrativa de l'idioma sami, on gaudeix d'oficialitat juntament amb el noruec. Aquesta àrea està formada pels municipis de Guovdageaidnu, Kárášjohka, Gáivuotna, Nesseby, Porsáŋgu, Deatnu, Tysfjord, Lavangen i Snåsa. L'any 2005 es van reconèixer com a llengües regionals o minoritàries de Noruega el sami, el kven, i el romaní dins del marc de la Carta europea de les llengües regionals o minoritàries.
Des de 1989, el Parlament Sami de Noruega representa els votants de cultura sami i s'encarrega de protegir els seus drets. S'hi empren el sami septentrional, meridional i de Lule com a llengües de treball.

### Suècia

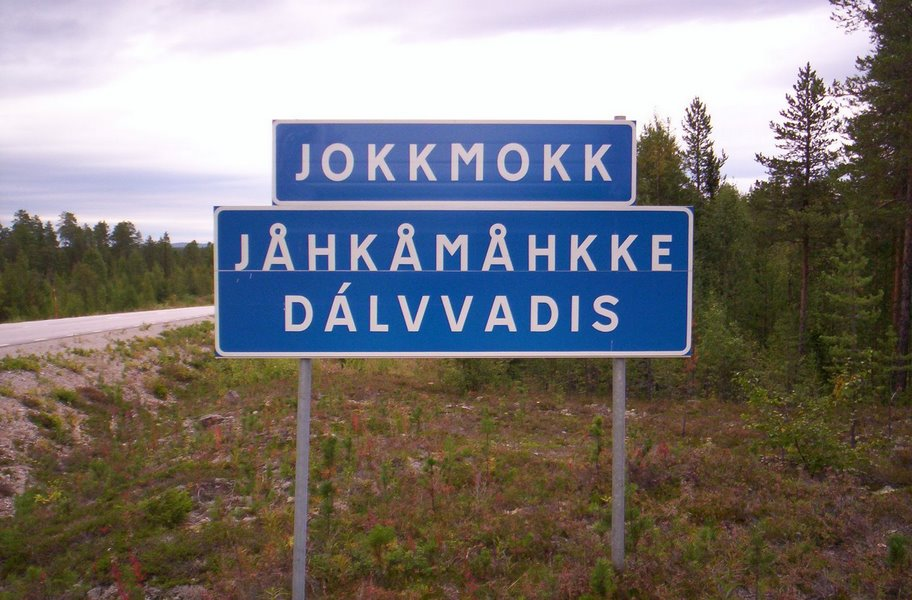
Senyal trilingüe a Jokkmokk en suec, sami de Lule i sami septentrional

El 1r d'abril de 2000, el sami va esdevenir una de les cinc llengües minoritàries de Suècia. Es va reconèixer el seu ús amb les autoritats públiques als municipis d'Arjeplog, Gällivare, Jokkmokk i Kiruna. El 2011, la llista de municipis es va allargar considerablement. A Suècia hi ha estudis universitaris de sami septentrional, meridional i d'Ume a la Universitat d'Umeå; i de sami septentrional, meridional i de Lule a la Universitat d'Uppsala.
Des de 1993, el Parlament Sami de Suècia representa els votants de cultura sami i vetlla pels seus interessos. S'hi empren el sami septentrional, meridional i de Lule com a llengües de treball.

### Finlàndia

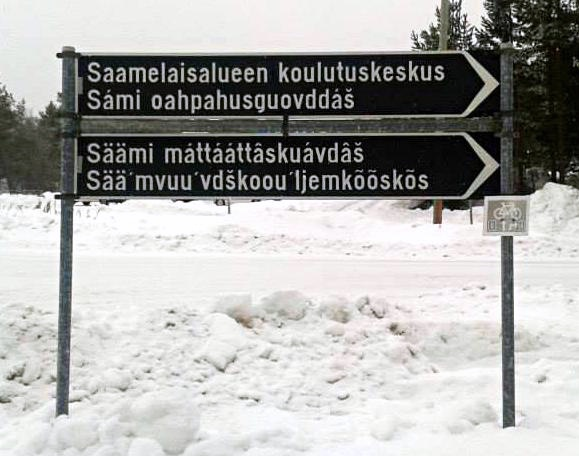
El municipi d'Inari és l'únic amb quatre idiomes oficials, que són: finès, sami septentrional, sami d'Inari i sami skolt.

A Finlàndia la llei de la llengua sami de 1991 va reconèixer el dret d'emprar els idiomes sami septentrional, d'Inari i skolt en tots els serveis governamentals. El 2003 es van aprovar com a idiomes oficials als municipis d'Enontekiö, Inari, Sodankylä i Utsjoki. Com que el finès és la llengua majoritària de la regió i pràcticament tots els parlants de sami són bilingües, recentment s'han introduït programes d'immersió lingüística en sami a les escoles d'educació infantil, primària i secundària.
Des de 1996, el Parlament Sami de Finlàndia representa els votants de cultura sami i té competències en l'àmbit cultural i lingüístic. És el successor de la Delegació Sami que s'havia creat l'any 1972. S'hi empren el sami septentrional, el skolt i d'Inari com a llengües de treball.

### Rússia
A Rússia cap llengua sami té estatus oficial ni cap reconeixement com a llengua minoritària ni a nivell regional ni a nivell municipal. Històricament s'han estudiat a la Universitat Tècnica Estatal de Múrmansk i a l'Institut dels Pobles del Nord a Sant Petersburg.